# Sarsameira boecki
Sarsameira boecki is een eenoogkreeftjessoort uit de familie van de Ameiridae. De wetenschappelijke naam van de soort is voor het eerst geldig gepubliceerd in 1936 door Lang.